# Yao Wenyuan
Yao Wenyuan (en xinès tradicional i simplificat: 姚文元, en pinyin: Yáo Wényuán) (Zhuji, província de Zhejiang, 1931 - Xangai, 23 de desembre de 2005) fou un polític comunista Xinès i membre de la Banda dels Quatre. Aquest nom va ser posterior un cop desaparegut Mao. Aquest grup estava encapçalat per Jiang Qing i els seus tres col·laboradors de Xangai : Zhang Chunqiao, Yao Wenyuan i Wang Hongwen; representava la línia més dura del maoisme que durant la Revolució Cultural (1966-1976) va tenir una enorme influència; utilitzant el seu poder per a efectuar terribles purgues contra les faccions rivals.

## Biografia
Va néixer en una família d'intel·lectuals. S'afilià al Partit Comunista als 17 anys. Exercí de crític literari. (com el seu pare, Yao Pengzi), professió que va començar a exercir a Xangai. El seu article criticant durament l'obra de Wu Han “L'acomiadament de Hai Rui, considerant un atac a Mao s'ha considerat l'espurna que va fer esclatar la revolució cultural. El 1969 formà part del Comitè Central del partit comunista, fent-se càrrec de tasques de propaganda.
Poc després de la mort de Mao va ser expulsat del partit amb els altres dirigents i més endavant (any 1976) els quatre van ser detinguts, acusats de traïció i declarats culpables dels excessos provocats per la Revolució Cultural. Ell es va declarar culpable. Sentenciat a una pena de presó de 20 anys i fou alliberat el 1996. Morí als 74 anys.

## Obres de Yao Wenyuan
- Yao Wen-yuan: On the Social Basis Of The Lin Piao Antiparty Clique. Foreign Languages Press, Peking 1975. (en anglès)